# Андрей Архангелски
Андрей Дмитриевич Архангелски (8 декември 1879 – 16 юни 1940) – руски геолог, академик (1929).

## Биография
Завършва през 1904 г. физико-математическия факултет на Московския университет. След дипломирането си остава на работа в Московския университет в катедрата по геология. През 1912 г. защитава докторската си дисертация. От 1912 г. също така работи в геоложки комитет. През 1918 г. е назначен за професор в Московския университет. От 1925 – 1930 г. е началник на отдел в геоложки обекти и заместник-директор на Държавния научноизследователски петролен институт, а от 1931 г. ръководи литоложкия отдел на Института по минералогия и геология. От 1934 до 1939 г. е директор на Геологически институт на СССР. През този период организира експедиция за изследване на геоложкия строеж на СССР.